# چار دومورتالا
چار دومورتالا (به لاتین: Char Dumurtala) یک روستا در بنگلادش است که در استان باریسال و در ناحیه باریسال واقع شده است.